# Keiko Hattori

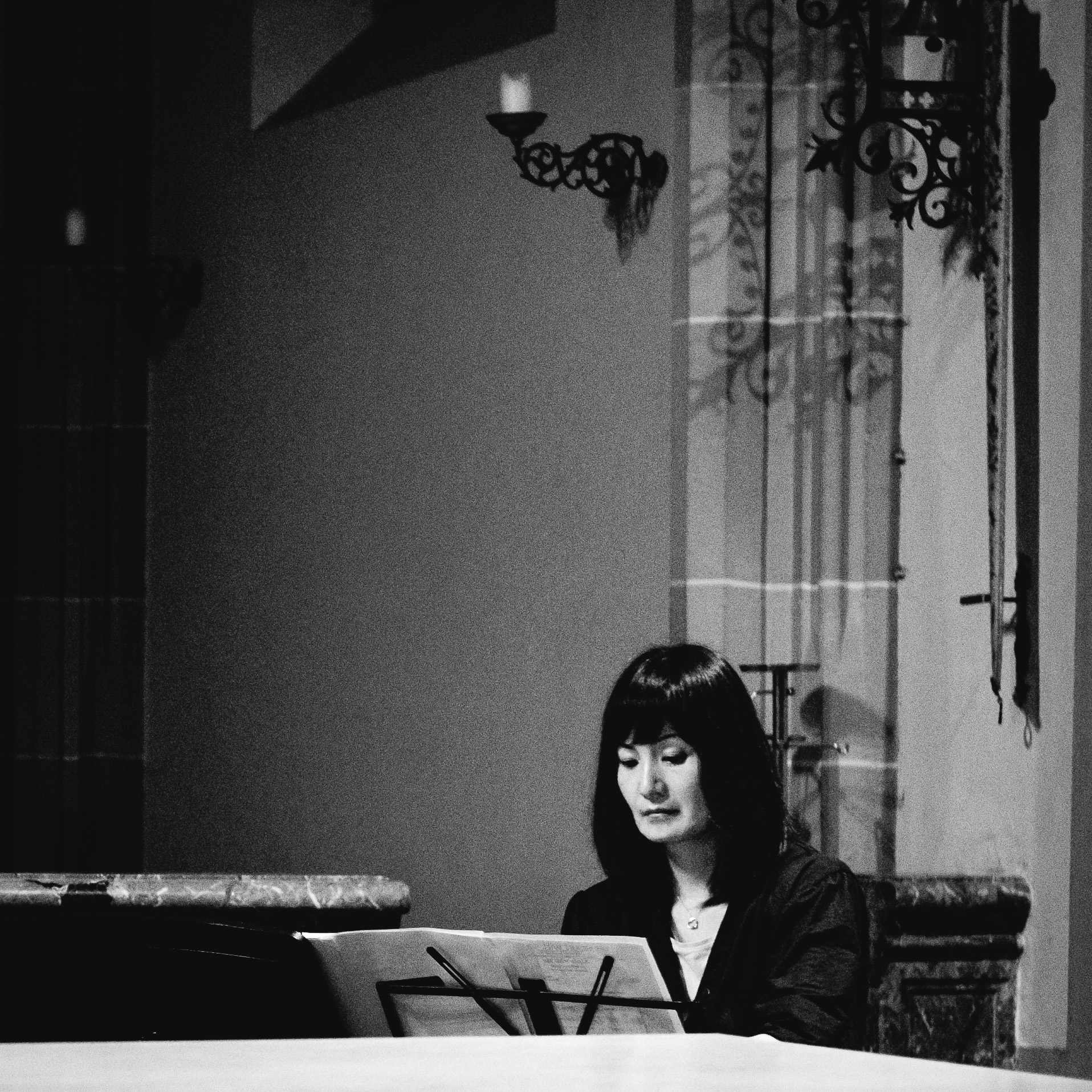
Keiko Hattori (2023)

Keiko Hattori (* 1979 in Japan) ist eine japanische Pianistin, die international als Solistin und Kammermusikerin auftritt. Sie gewann bedeutende Preise bei internationalen Wettbewerben und konzertierte in über 15 Ländern.

## Leben und Ausbildung
Hattori begann im Alter von drei Jahren mit dem Klavierspiel. Ihre erste internationale Aufmerksamkeit erhielt sie 1990 durch einen Auftritt bei der 19. Weltkonferenz der International Society for Music Education in Finnland als Elfjährige.
Ihr Musikstudium absolvierte sie zunächst an der Staatlichen Universität der Künste Tokio und später bei Karl-Heinz Kämmerling am Mozarteum Salzburg, wo sie ihre europäische Ausbildung vertiefte.

## Karriere

### Konzerttätigkeit
Hattori konzertierte bei bedeutenden Festivals in Europa und Asien, darunter:
- Beethovenfest Bonn (2008, 2011)
- Bodenseefestival (2015)
- Oleg-Kagan-Musikfest am Tegernsee (2014)
- Hokuto International Music Festival Japan (2019)
- Euriade Festival Niederlande (2017)

Als Kammermusikerin bildet sie häufig ein Duo mit der Violinistin Ikuko Kitakado, mit Auftritten in der Erzabtei St. Peter in Salzburg und beim Meisterkonzert-Zyklus in Stockach.

### Pädagogische Tätigkeit
Hattori ist Professorin an der Musashino Academia Musicae und künstlerische Leiterin der Privaten Mozartakademie Austria auf Schloss Kogl.

## Diskografie
Alben
- 2014: open spaces (mit Alex Ladstätter)[6]

## Auszeichnungen
Zu ihren frühen Erfolgen zählen Preise beim Internationalen Musikwettbewerb Genf (2002) und dem Kölner Klavierwettbewerb der Stiftung Tomassoni (2000). 2007 gewann sie bei der Telekom Beethoven Competition Bonn den zweiten Preis, den Publikumspreis sowie Sonderpreise für Kammermusik und zeitgenössische Interpretation.

## Rezeption
Kritiker charakterisieren ihr Spiel als „Klangwelten voller Dynamik, Intensität, Unberechenbarkeit und Spannung“. Besondere Beachtung finden ihre Interpretationen von Beethovens Klaviersonaten, insbesondere der Pathétique und Appassionata.